# Flagey-lès-Auxonne
Flagey-lès-Auxonne ist eine französische Gemeinde mit 206 Einwohnern (Stand: 1. Januar 2022) im Département Côte-d’Or in der Region Bourgogne-Franche-Comté. Sie gehört zum Arrondissement Dijon und zum Kanton Auxonne. 

## Geographie
Flagey-lès-Auxonne liegt etwa 26 Kilometer südöstlich von Dijon. Die Saône begrenzt die Gemeinde im Nordwesten. An der nördlichen Gemeindegrenze mündet der Zufluss Vèze, der hier auch Bief du Moulin genannt wird. Umgeben wird Flagey-lès-Auxonne von den Nachbargemeinden Labergement-lès-Auxonne im Norden, Villers-Rotin im Nordosten, Billey im Osten und Nordosten, Biarne und Sampans im Osten, Champvans im Süden und Südosten, Saint-Seine-en-Bâche im Süden sowie Les Maillys im Westen und Nordwesten.
Am südwestlichen Rand der Gemeinde kreuzen sich die Autoroutes A36 und A39.

## Bevölkerungsentwicklung
| Jahr                       | 1962 | 1968 | 1975 | 1982 | 1990 | 1999 | 2006 | 2013 | 2019 |
| Einwohner                  | 140  | 117  | 131  | 159  | 148  | 163  | 174  | 204  | 190  |
| Quellen: Cassini und INSEE |      |      |      |      |      |      |      |      |      |

## Sehenswürdigkeiten
- Kirche Saint-Laurent aus dem Jahre 1701